# Naftal

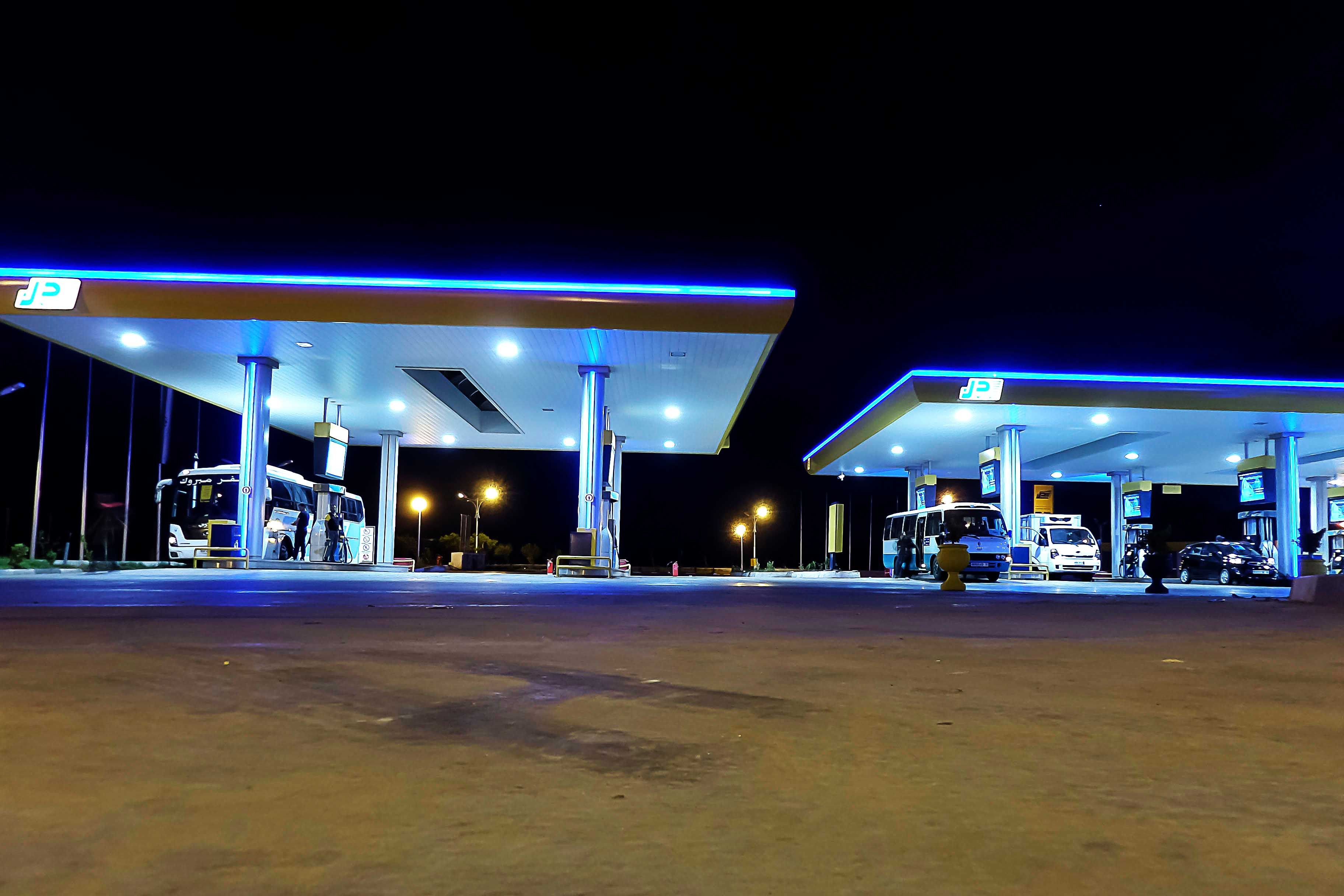
Une station-service Naftal à Sidi Yacoub.

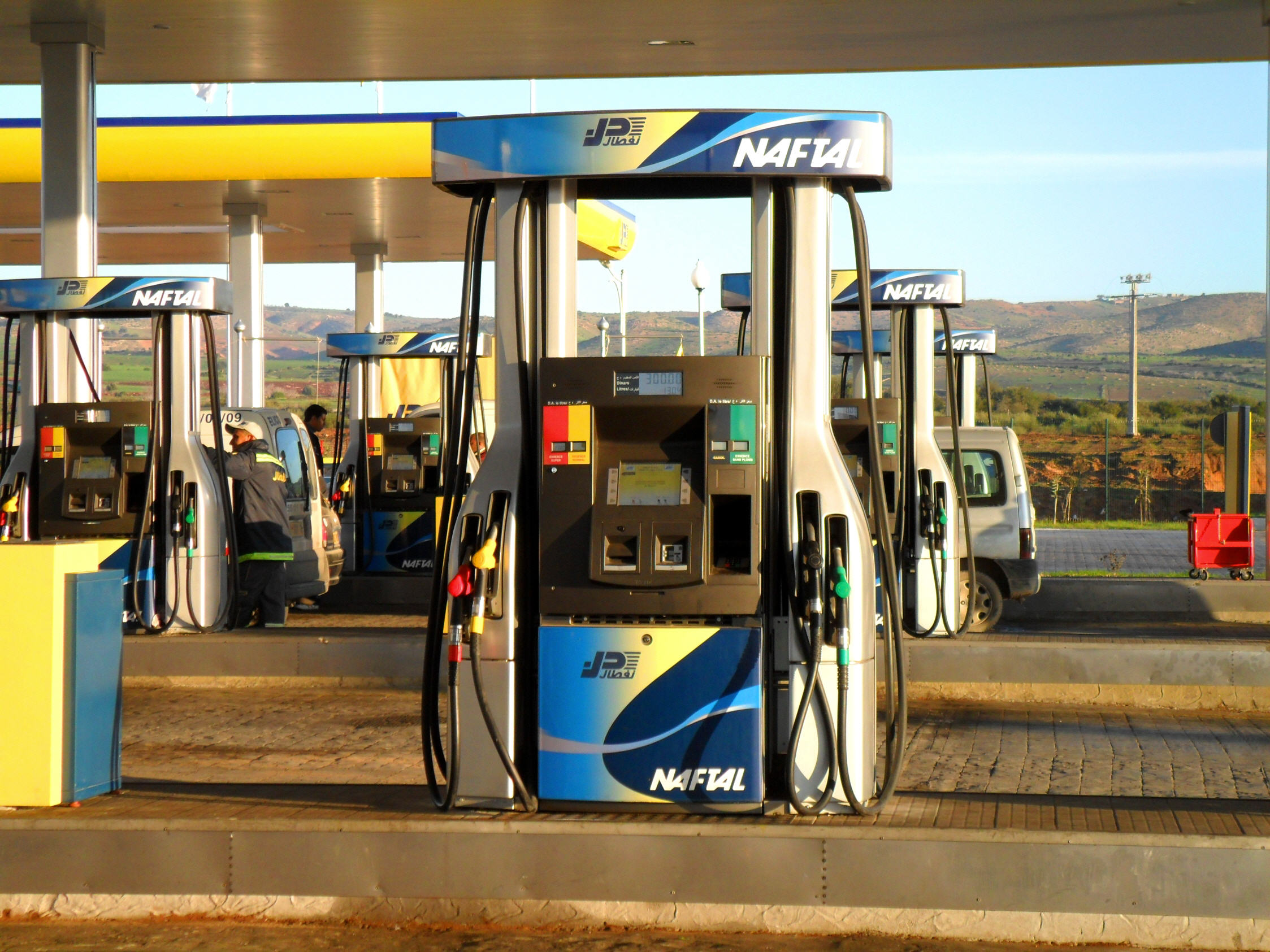
Une nouvelle pompe à essence Naftal.

Naftal (en arabe : ﻧﻔﻄﺎﻝ, en berbère : ⵏⴰⴼⵟⴰⵍ) est une entreprise pétrolière algérienne, spécialisée dans la distribution des produits pétroliers.
Naftal est spécialisée aussi dans la conception, l'élaboration et la distribution de lubrifiants destinés aux moteurs, qu'il s'agisse de deux-roues, d'automobiles ou d'autres types de véhicules, ainsi que pour l'industrie.

## Histoire
À la suite du transfert du monopole ainsi que des actifs précédemment détenus ou gérés par Sonatrach, le 6 avril 1980 par le biais du décret n° 80/101, naît l'Entreprise nationale de raffinage et de distribution de produits pétroliers (ERDP). Opérationnelle dès le 1er janvier 1982, elle se voit confier le raffinage des hydrocarbures et de la diffusion des produits raffinés sur le marché algérien. En date du 5 février 1983, par le décret n°83-112, survient un changement de dénomination pour l'entreprise nationale de raffinage et de distribution de produits pétroliers (ERDP), qui devient alors Naftal.
Le 25 août 1987, par la promulgation du décret n°87-190 portant création, par transfert de l'activité raffinage de Naftal, de l'entreprise nationale de raffinage des produits pétroliers sous le sigle Naftec. Naftal est désormais chargée de la commercialisation et de la distribution des produits pétroliers et dérivés.
Le 18 avril 1998, elle change de statut avec la transformation de Naftal en société par actions au capital social de 6 650 000 000 DA, filiale à 100 % du holding Sonatrach valorisation des hydrocarbures (SVH).
Le 29 juillet 2002, augmentation du capital social de 6,65 milliards de DA à 15,65 milliards de DA.
Le 25 novembre 2014, Naftal inaugure la première station du gaz naturel comprimé (GNC) en Algérie, dans la commune de Rouiba. 
En 2015, Hocine Rizou est nommé PDG à la place de Saïd Akretche[réf. souhaitée].

### 2017: la polémique Hocine Rizou
En mai 2017, Hocine Rizou, le PDG de la société, est impliqué dans un scandale autour de l'existence d'une "sex-tape" l'impliquant. Des employés manifestent alors pour demander sa démission. Le 31 mai, Hocine Rizou est démis de ses fonctions de président-directeur général de la société. Mais il clame son innocence et attaque pour diffamation.
En octobre 2017, la direction de Naftal annonce avoir limogé Hocine Rizou et elle nomme officiellement à sa place Rachid Nadil qui devient donc le nouveau P-DG. Ce dernier avait déjà été nommé P-DG par interim en mai 2017. Rachid Nadil est limogé en juin 2019 et est remplacé par Belkacem Harchaoui.

## Activités
Naftal est spécialisée dans la distribution et la commercialisation des produits pétroliers (carburants, lubrifiants, fluides spéciaux, fioul, bitumes, additifs et carburants spéciaux, etc.) sur le marché algérien. Naftal gère 1 400 stations-service, 42 stations d'approvisionnement de gaz de butane et 50 stations de stockage de bouteilles de gaz en 2012.
Naftal produit des lubrifiants et des huiles naphténiques (huiles pour transformateur, huiles de traitement, huiles de base et huiles de pneus). Naftal fabrique ses produits dans des raffineries de Sonatrach.
En 2018, elle a commercialisé un volume total de 16 millions de tonnes de produits pétroliers.

## Infrastructures

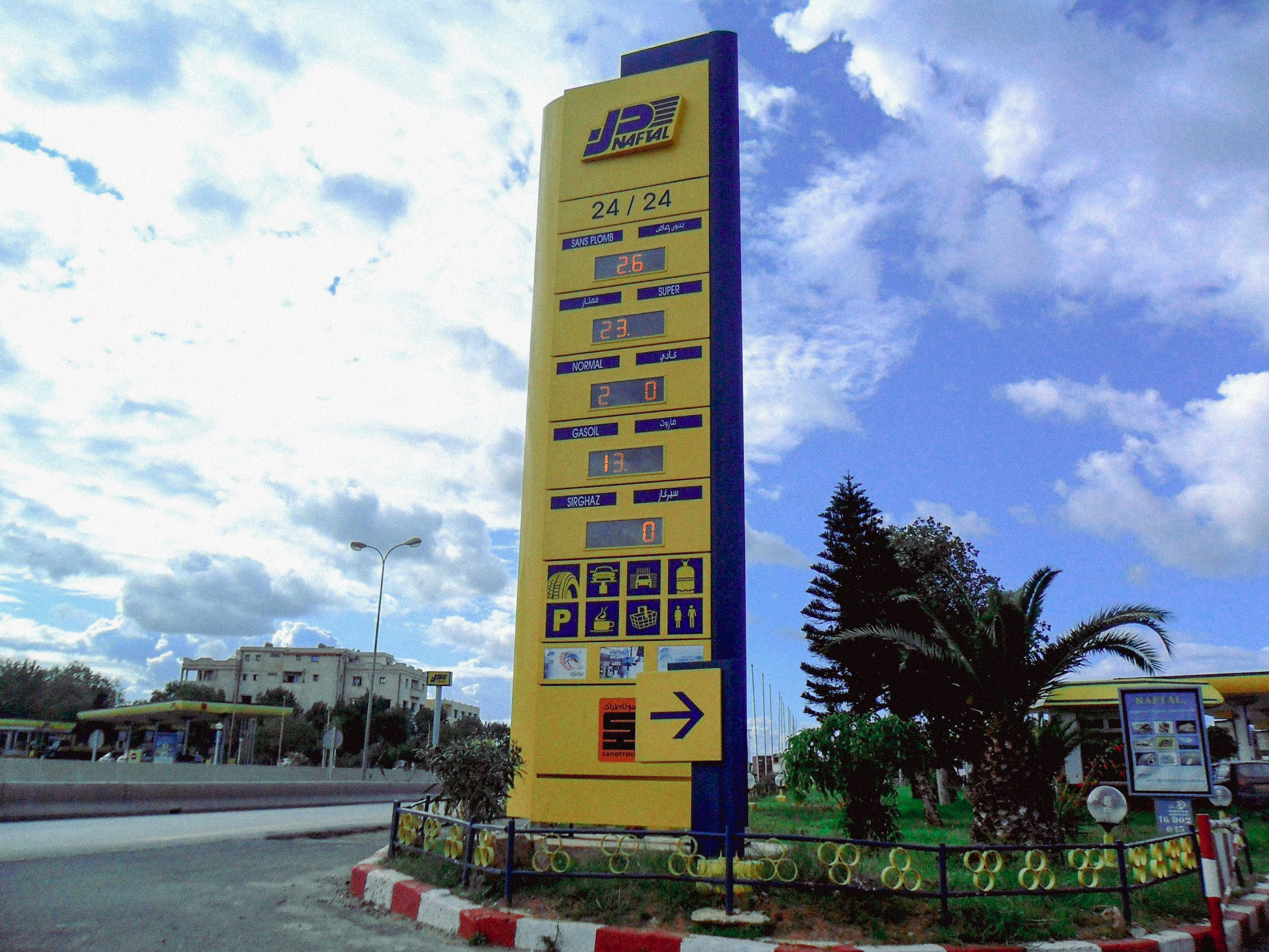
L'entrée d'une station-service Naftal sur l'autoroute à Zéralda.

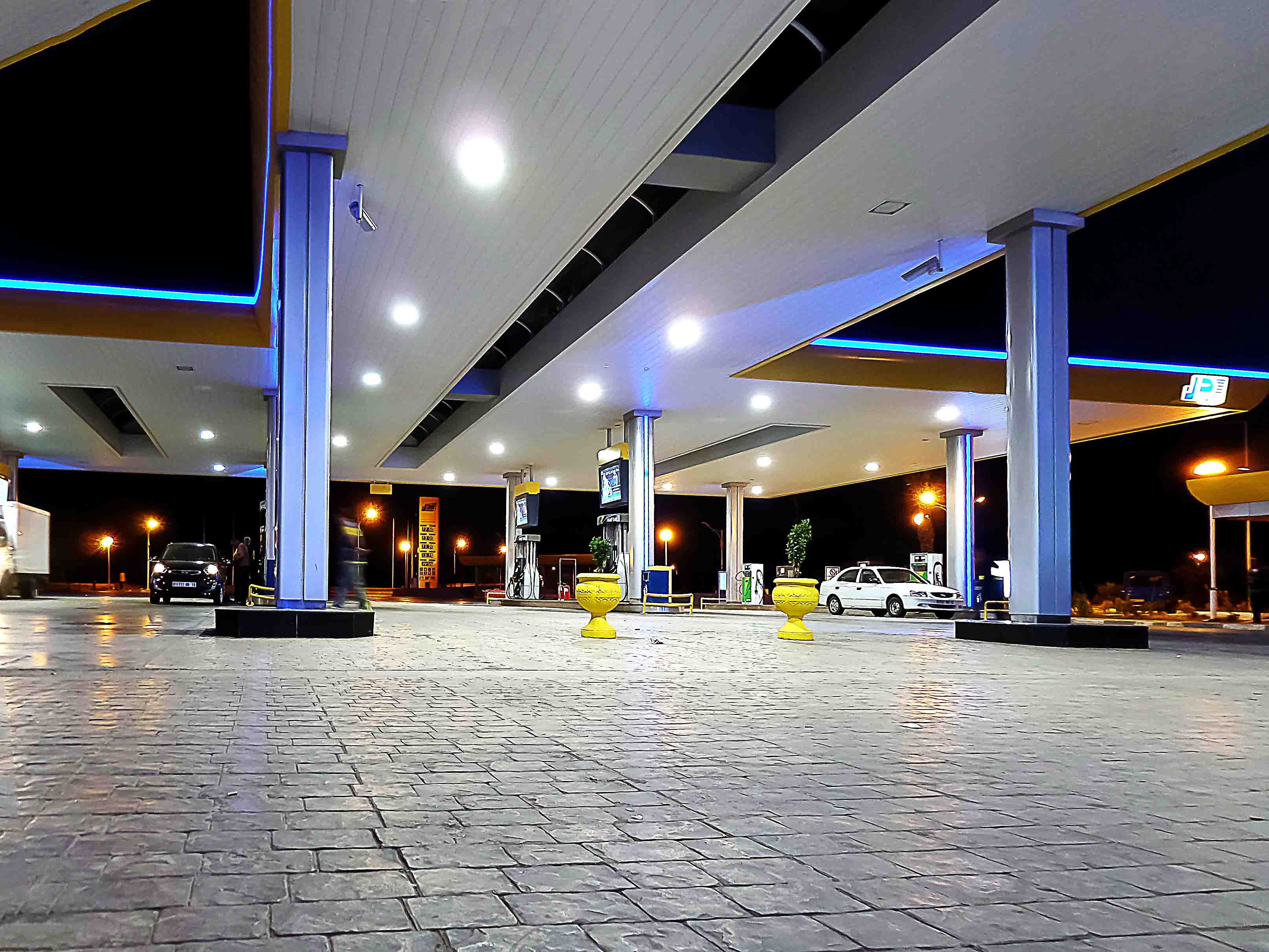
Les lignes de la station-service Naftal à Sidi Yacoub.

Les infrastructures opérationnelles comprennent 41 dépôts de carburants terrestres, 42 centres et mini-centres GPL, 9 centres vrac GPL, 47 dépôts relais, 30 centres et dépôts d'aviation, 6 centres marins, 15 centres de stockage pour les bitumes, et 24 centres pour les lubrifiants et les pneumatiques. En outre, il existe un réseau de transport de pipelines d'une longueur totale de 2 720 kilomètres. Pour assurer la mobilité, le parc roulant compte 3 300 unités. Enfin, le réseau comprend 674 stations-service, dont 338 sont gérées directement.

## Recherche et développement
Naftal dispose de deux centres de formation et de recherche qui accompagnent les plans annuels et pluriannuels de formation, le Centre de formation de Khroub (CFK) et le Centre de formation d'Oran (CFO).

## Environnement
Depuis 2000, Naftal participe avec le ministère chargé de l'Environnement au programme du plan national d'action environnementale, adhérant ainsi aux principes d'une croissance économique durable.
La protection de l'environnement constitue un axe stratégique de la politique de développement de Naftal, eu égard à la dangerosité des produits manipulés, stockés, transportés et commercialisés. La maîtrise des risques liés à ces opérations vise la sécurité des personnes, des biens et la protection de l'environnement. Les exigences strictes en matière de santé, de sécurité et de protection de l'environnement pour un développement durable.
Durant le mois de juillet 2023, Naftal a inauguré 100 bornes de rechargement électriques au sein de ses stations-services.[réf. souhaitée]

## Identité visuelle (logo)

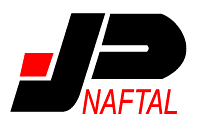
logo de 1981 à 1987
logo de 1987 à 1999
Logo depuis 1999

## Filiales
L'entreprise Bouteilles à Gaz (BAG) est une filiale à 100% de Naftal depuis 2011. Elle est spécialisée dans la fabrication de bouteilles à gaz de différentes capacités (3 kg, 6 kg, 11/13 kg et 35/42 kg), de réservoirs GPL/C et d'extincteurs. BAG possède trois unités de production situées à Djasr Kasentina (wilaya d'Alger), Batna et Mascara.

## Gouvernance

### Direction de l'entreprise
Naftal est dirigé par un Président-Directeur général :
- Hocine Chekired (1999-2001)
- Akli Remini (2001-2005)
- Salah Cherouana (2005-2007)
- Saïd Akretche (2007-2015)[9]
- Hocine Rizou (2015-2017)
- Rachid Nadil (2017-2019)
- Belkacem Harchaoui (2019-2020)
- Kamel Benfriha (février 2020 - septembre 2021)
- Mourad Menaour, (intérim) (septembre 2021- octobre 2022)[10]
- Abdelkader Chafi (octobre 2022 - novembre 2023[11]
- Djamal Cherdoud (depuis novembre 2023)[12]